# George Browne (tábornagy)
George Browne (Limerick, 1698. június 15. – Riga, 1792. szeptember 18.) birodalmi gróf, ír származású orosz tábornagy.

## Élete
Régi normann nemesi családból származott. Szülővárosában, Limerickben tanult, de hazáját, miután katolikus voltánál fogva állást nem kaphatott, elhagyta, s 1730-ban orosz hadiszolgálatba lépett, ahol bátorsága és elhatározottsága által elfojtotta a testőrség Anna cárnő ellen kitört lázadását. Ettől kezdve részt vett Oroszország minden hadjáratában. Először a lengyelek ellen harcolt, azután a Rajna mellett a franciák, majd pedig a törökök ellen. 1739-ben a Grocka mellett vívott szerencsétlen kimenetelű ütközetben török fogságba került. Miután a konstantinápolyi francia követ, Louis Sauveur Villeneuve márki, és az orosz udvar közbelépésére szabadon bocsátották, vezérőrnagyi rangot kapott és Lacy tábornok alatt részt vett a finnországi expedícióban a svédek ellen; különösen kitűnt az 1742-es svéd hadjáratban. 
A hétéves háborúban Zorndorf mellett megsebesülvén (1758), a háború további folyamatában nem vehetett részt. III. Péter tábornaggyá léptette elő és a Dánia ellen intézett hadjáratban ráruházta a fővezérséget, de miután elég bátor volt a cárt ezen háború igazságtalan és politikailag is helytelen voltára figyelmeztetni, az országból száműzték. Mielőtt azonban még elutazott volna, Livónia és Észtország főkormányzójává nevezték ki. Ebben az állásában ez országok szerencséjére 30 évig működött. 1779-ben II. József császár a birodalmi grófi címet adományozta neki. II. Katalin, dacára hogy Browne többször sürgette elbocsáttatását, egész haláláig nem mentette őt fel állásától, mert nem tudta őt nélkülözni.